# روي فارنزورث
روي فارنزورث (بالإنجليزية: Roy Farnsworth)‏ هو عسكري أسترالي، ولد في 1892، وتوفي في 19 يونيو 1957.